# 斗后宗古城
斗后宗古城，位于中国青海省同德县巴水乡，为第五批青海省文物保护单位，公布日期为1988年9月15日，类型为古遗址。
斗后宗古城的历史年代为清。